# Одинцов, Сергей Анатольевич
Серге́й Анато́льевич Одинцо́в (род. 16 октября 1962 года, Кирово-Чепецк, Кировская область, РСФСР, СССР) — советский, позже датский хоккеист.

## Биография
Родился 16 октября 1962 года в Кирово-Чепецке. Воспитанник ДЮСШ местного хоккейного клуба «Олимпия» (первый тренер Г. М. Журавлёв), в котором и начал свою игровую карьеру.
В 1980 году был приглашён в воскресенский «Химик», с которым в сезоне 1983/1984 году завоевал бронзовые медали чемпионата СССР.
В составе советских юниорской и молодёжной сборных был чемпионом Европы среди юниоров (1980 год), бронзовым призёром чемпионата мира среди молодежи 1981 года и участником молодёжного чемпионата в 1982 году.
В 1985—1987 годах играл в ленинградском СКА, с которым повторил «бронзовый» успех в сезоне 1986/1987. В 1987—1992 годах выступал в московских «Крыльях Советов», в составе которых вновь дважды выигрывал бронзовые медали чемпионата СССР (сезоны 1988/1989 и 1990/1991), а также стал обладателем Кубка Лиги 1989 года.
По ходу сезона 1991/92 заключил контракт с финским клубом «ТуТо» (Турку). Завершил игровую карьеру, играя в 1993—1996 годах в датском клубе Фредериксхавн Уайт Хокс, входящем в «элитсерию» Датской хоккейной лиги.

## Достижения
- Чемпион Европы среди юниоров 1980.
- Бронзовый призер чемпионата мира среди молодёжи 1981.
- Бронзовый призёр чемпионата СССР 1983/1984.
- Бронзовый призёр чемпионата СССР 1986/1987.
- Бронзовый призёр чемпионата СССР 1988/1989.
- Обладатель Кубка Лиги 1989 года
- Бронзовый призёр чемпионата СССР 1990/1991.